# Camaret-sur-Mer
Camaret-sur-Mer település Franciaországban, Finistère megyében. Lakosainak száma 2448 fő (2022. január 1.). Camaret-sur-Mer Crozon községgel határos.

## Népesség
A település népességének változása:
| Lakosok száma | 3593 | 3047 | 2933 | 2624 | 2586 | 2583 | 2543 | 2466 | 2462 | 2448 |
|               | 1968 | 1982 | 1990 | 2006 | 2013 | 2015 | 2017 | 2019 | 2020 | 2022 |